# 小樽あんかけ焼そば
- 小樽あんかけ焼そば
- 小樽あんかけ焼きそば

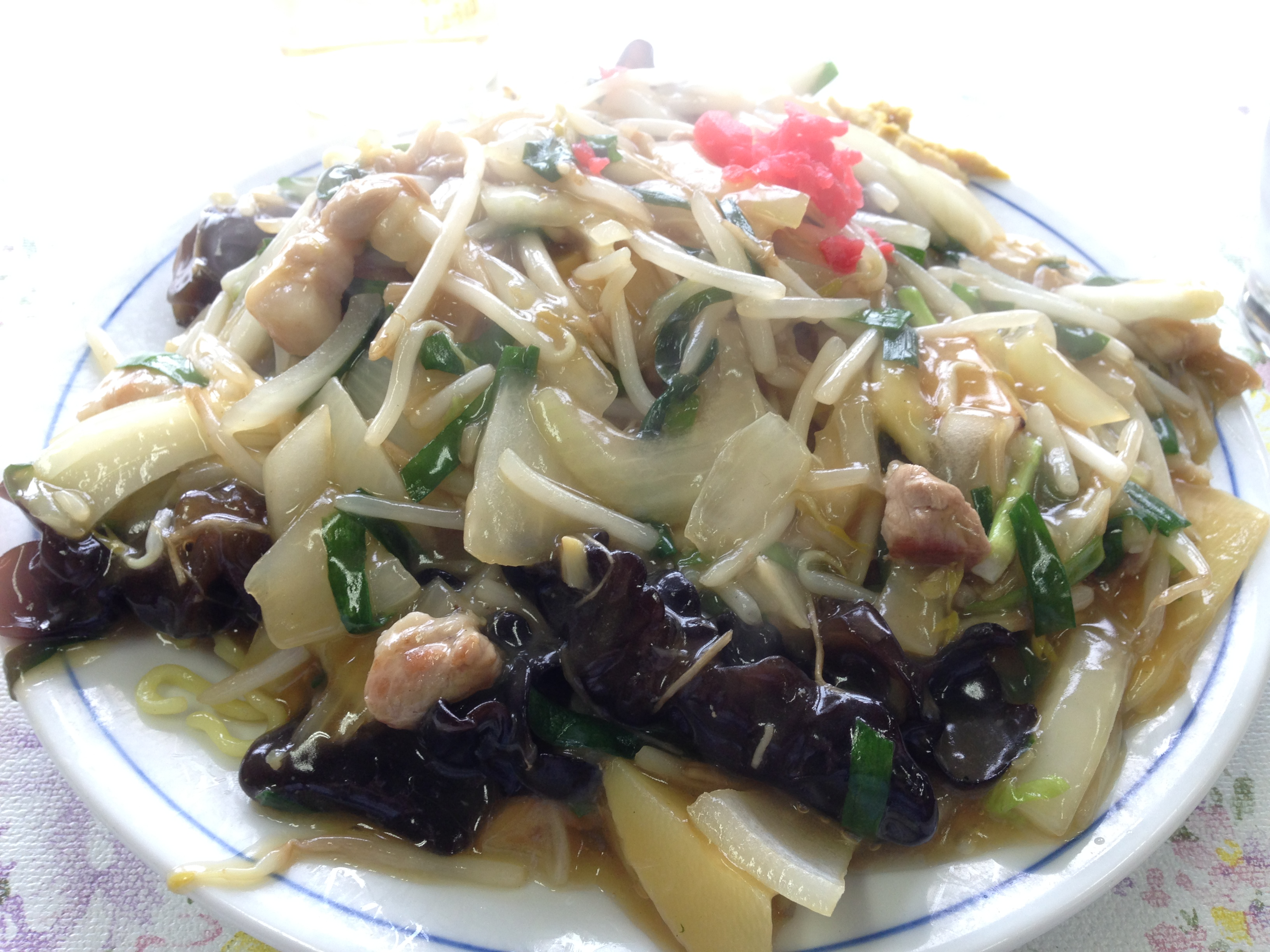
小樽市花園「五香飯店（ウーシャンはんてん）」のあんかけ焼そば。後述『小樽あんかけ焼そば事典』掲載店舗の1つ。

小樽あんかけ焼そば（おたるあんかけやきそば）は、北海道小樽市の多くの料理店で提供されているあんかけ焼そば。昭和30年代より小樽市内に広まり、令和期まで小樽市民に愛好されている。2010年代以降には過疎の進む小樽市のPRのため、市民団体により精力的な普及活動が行われており、ご当地グルメとして話題になっている。

## 歴史
小樽市は、第二次世界大戦後に繁栄を極め、多くの人々や物資が交易を通じて上陸したことで、多くのホテルや旅館が栄えていた。それらのサービスにおいて、各国の料理はサービスの上で重要であり、日本全国から料理人が招かれていた。特に中華料理は、缶詰の活用が開始されていたことや、小樽が港町であるために日本国外の食材が入手しやすいという、普及しやすさの上での特長があった。しかし昭和中期の小樽の衰退に伴って、市内の多くのホテルや旅館が廃業、それらで働いていた中華料理人が独立するに至った。あんかけ焼そばの誕生の背景には、こうした小樽の事情がある。
小樽あんかけ焼そばの発祥については諸説ある。当初は1957年（昭和32年）に小樽市稲穂に移転オープンした中華料理店「梅月（ばいげつ）」の「五目あんかけ焼そば」を元祖とする説が有力であった。同店は上述のような事情でホテルから独立し、1944年（昭和19年）に割烹旅館として開店後、焼失により1957年に中華料理店として再開され、このとき定められたメニューの中に、あんかけ焼そばが登場したと伝えられている。後述の特徴のように、麺に焼き目をつけて豊富な餡をかける焼そばは、このときに原型が誕生したとみられている。当時の同店は比較的敷居が低く観光客にも親しまれ、当時急増していたカニ族にも好評を博し、小樽市民も市内中心部での買物後に同店であんかけ焼そばを食べることが流行するほどの人気ぶりであった。また、梅月は自店の営業のみならず、初代店主の近藤庫司が日本中華料理士協会小樽支部の設立で中華料理の普及に尽力した他、中華料理の職人の育成にも熱心であり、定期的に小樽市内の料理人や経営者を対象とした勉強会を開催し、中華料理の普及に尽力していたと伝えられている。梅月は2代目店主・近藤祐司の代に最盛期を極めており、ほかの料理人たちにレシピを伝えることに積極的だった近藤の姿勢が、小樽市内にあんかけ焼そばを普及させることに一役買ったと見られている。
ただし後の研究によれば、小樽市内のほかの中華料理店「レストラン・ロール」や「来来軒」では1950年（昭和25年）頃に、すでにあんかけ焼そばを提供していたとの報告もある。特にレストラン・ロールでは、1952年（昭和27年）頃のメニューに「炒麺」「八宝炒麺」の名が確認されている。また、来来軒のメニューをそのまま継いで1950年に小樽市花園に開店した「自来店」にも、あんかけ焼そばが存在したことが確認されている。加えて、日本全国の中華料理店であんかけ焼そばが賄い料理として出されていたことを考慮すると、小樽あんかけ焼そばの起源は「梅月」よりもさらに遡ることができるとの見方もある。また戦前には、小樽市内の多くのホテルや料亭が東京都や京都府から調理師を雇い入れていたため、こうした人々があんかけ焼そばを小樽に伝え、港湾での労働者に愛好されて普及したとの説もある。
いずれにせよ、あんかけ焼そばが小樽市内に広く普及したのは昭和30年代と考えられており、腹持ちが良い上、冬は体が暖まることから多くの店にも普及したものと見られており、昭和30年代当時は「ハイカラなランチ」とブームになっていたという。当時の小樽は、百貨店3店が営業するほどの活気があり、買物の帰りには休日の定番のレジャーだった」との声もある。昭和30年代後半には、デパートや商店街での買物、映画鑑賞の後に中華料理を食べることが流行し、その中の人気メニューがあんかけ焼そばであった。
1962年（昭和37年）に丸井今井小樽店で開催された総合料理展示会の講習会にも、「炒麺」が取り入れられたことが確認されている。それまでの展示会では高級料理が中心であったにもかかわらず、この1962年の展示会に大衆料理であるあんかけ焼そばが採用されたのは、当時の小樽であんかけ焼そばの人気が上昇し、その料理法を習得したい飲食店が増加したとも推測されている。
平成期を経て令和期においては、小樽の港湾都市としての最盛期に栄えていた老舗の中華料理店やラーメン店などの多くが閉店したが、代わって若い世代の店が誕生し、現在に至っている。2022年（令和4年）には、文化庁が地域の食文化を次の世代に受け継ぐと共に、日本国内外に発信する狙いで制度化した「100年フード」の内、昭和以降に生まれ今後100年の継承を目指す「未来」部門で認定された。

## 特徴

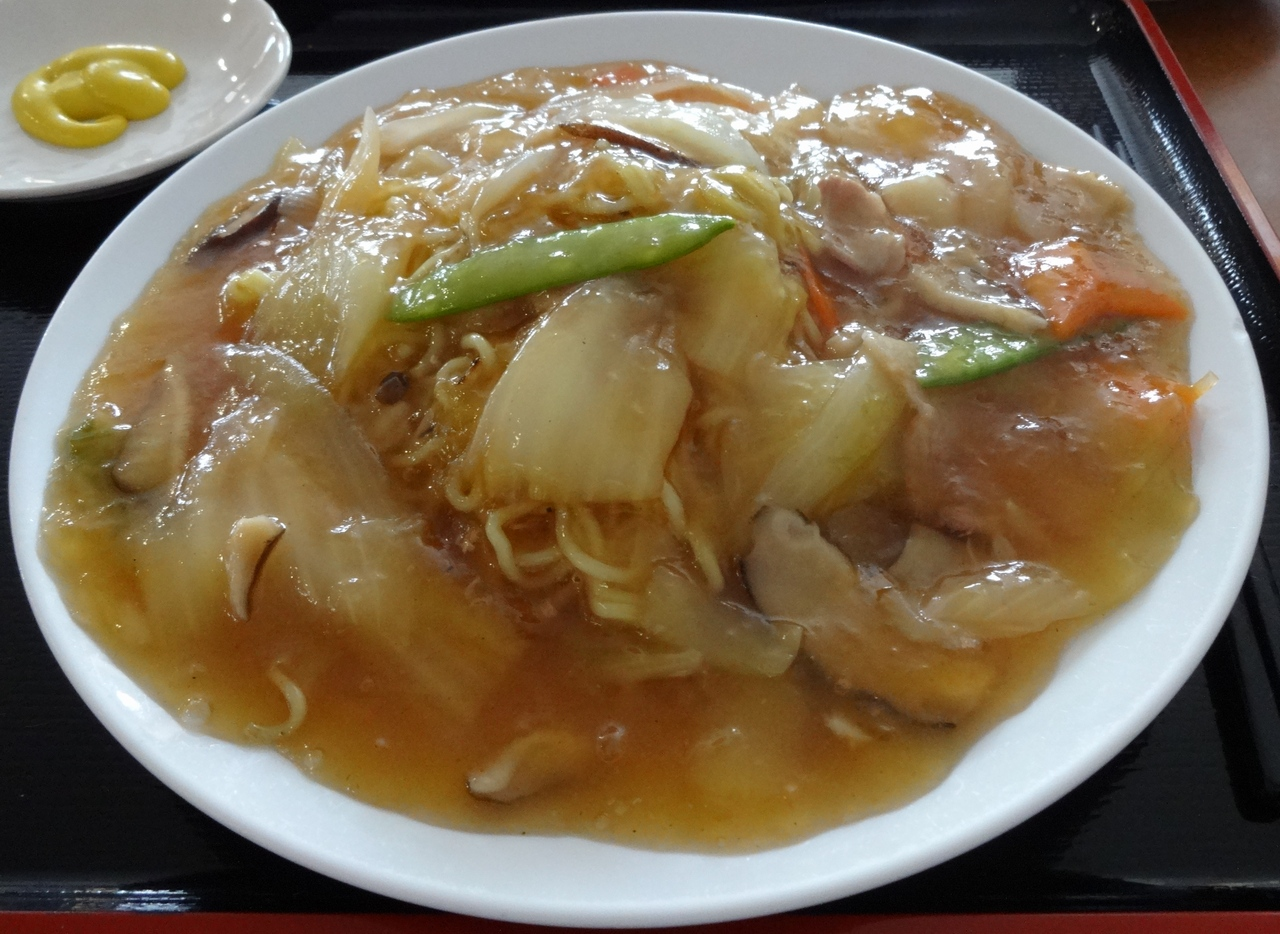
小樽市手宮および新光の温浴施設「湯の花」の食堂のあんかけ焼そば。後述『小樽あんかけ焼そば事典』掲載店舗の1つで、同施設の一番人気メニュー。

後述の市民団体「小樽あんかけ焼そばPR委員会」によれば、「小樽あんかけ焼そば」とは原則として小樽市内および近隣の飲食店で提供されている海鮮物の多い五目あんかけ焼そばの総称とされており、同じく市民団体「小樽あんかけ焼そば親衛隊」も同様に、小樽市内および近隣の飲食店の五目あんかけ焼そばの呼称としている。
小樽市内全店に共通する特徴があるわけではないが、強いて言えば焼き固められた麺、麺にかける餡の量の多さ、餡の固さ、具材の豊富さ、などが特徴に挙げられる。ただしこれも小樽あんかけ焼そばのルールというわけではなく、各店ごとに製法や盛り付けなどに工夫を凝らし、さまざまな味を提供しているのが実情である。小樽あんかけ焼そばは60年以上の歴史を持ち、この歴史の中で各店ごとに発達してきたため、店の数だけ味があるとの声もある。前述の市民団体もまた、「小樽あんかけ焼そば」としての明確な定義や製法などの一定のルールを設けず、各店のオリジナリティを尊重している。トッピングもまた、小樽あんかけ焼そばに欠かせない要素であり、練り辛子、酢、紅しょうがの3つが代表格だが、このトッピングも店ごとに特徴があり、決まったルールは存在しない。
辞書の上では、あんかけ焼そばはかた焼そばと同義とされていることもあるが、小樽あんかけ焼そばの各店舗ごとのバリエーションの平均をとると、かた焼そばとの違いは、以下のように考えられている。
|            | 小樽あんかけ焼そば                                     | かた焼そば                                     |
| ---------- | ------------------------------------------------------ | ---------------------------------------------- |
| 麺         | 油で焼き目をつけているために、茹で麺の食感が残っている | 多めの油で揚げているために、食感の歯切れが良い |
| 餡の量     | 麺を覆い、はみ出している                               | 麺の範囲内にかかっている                       |
| トッピング | 紅しょうが、辛子、酢などが定番                         | 左記に該当するものはない                       |

具材には、麺とほぼ同量の肉、魚介類、野菜が入っているために、タンパク質、ビタミン、ミネラルが補完され、人体の活動に必要な三大栄養素である脂質、糖質、タンパク質を摂取できることから、現代人の疲労回復に効果的との意見もある。
また、市内の中華料理店で常識的にあんかけ焼そばが提供されていることに加え、ラーメン店、定食屋、食堂、洋食店、喫茶店、酒場、ホテル、温浴施設、雀荘、スキー場、ゴルフ場、カラオケボックス、宴会の締め料理など、様々な場所であんかけ焼そばが提供されており、各店舗で人気メニューとして好評を博していることも特徴の一つに挙げられ、その店舗の総数は百近くに昇るともいわれる。小樽で「焼そば」と言えば、ソース焼そばではなくあんかけ焼そばのほうを指すとの声もある。
港町である小樽市は新鮮な魚介類に恵まれていることから、餡かけの具材の魚介類も美味、海産物豊富な小樽市にふさわしいメニューとの評判もある。ただし地産地消の要素は比較的少ないため、「小樽らしくない」との批判もあるが、市民に根ざした歴史があることから、60年以上かけて小樽市民が作って守り続けてきた食文化として、過疎の進む小樽の再生の切り札にもなり得るとも意見されている。2017年（平成29年）には、寿司に並ぶ名物との声も上がっている。

## 市民運動
2010年代に、小樽市内の製麺会社「新日本海物産」の高田裕章社長が、市内のラーメン店の半数以上であんかけ焼そばが提供されており、来客の2割から7割が注文する看板メニューであることに着目。これを小樽独自の食文化としてアピールすべく、2011年（平成23年）1月7日に「小樽あんかけ焼そばPR委員会」を発足させ、料理教室の開催、市内の店舗を巡るスタンプラリーの実施などの活動を2013年（平成25年）までに行なった。

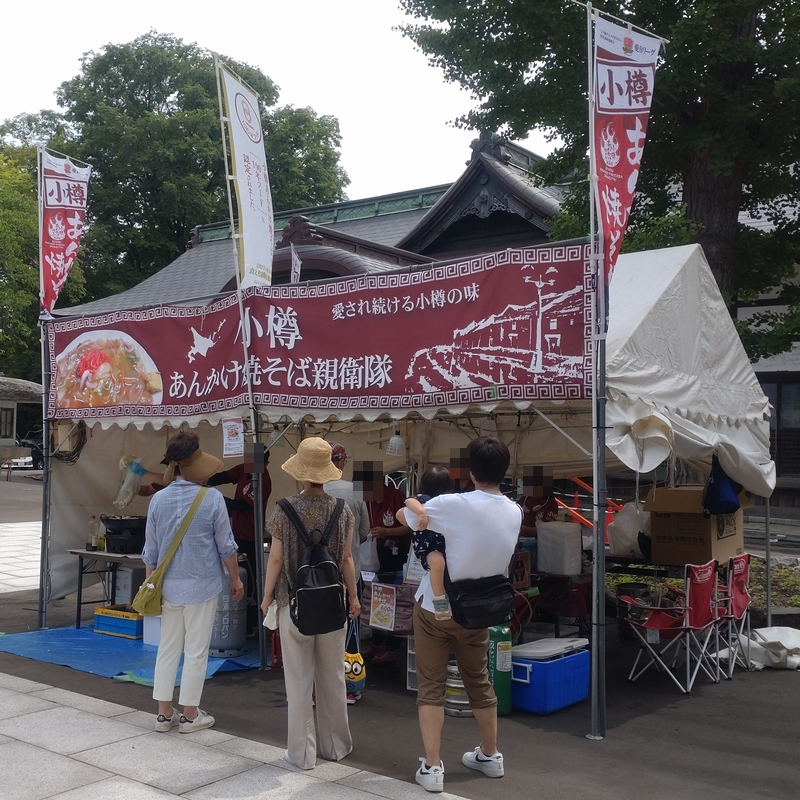
2023年7月の住吉神社例大祭に小樽あんかけ焼そば親衛隊により出店された屋台

翌2012年（平成24年）には、小樽商科大学（以下、小樽商大と略）教授の江頭進を会長として「小樽あんかけ焼そば親衛隊」が発足した。発足のきっかけは、ある新聞記者が転勤で小樽に移り、小樽市内の多くの店であんかけ焼そばが提供されていることに着目して新聞記事にし、それを見たある店が、「あんかけ焼そばは小樽独特の食文化として小樽の活性化につながる」と考え、さらに小樽市や市民たちが加わったことであった。小樽市内にはあんかけ焼そばの提供店が100軒近くあって小樽市民に定着しているにもかかわらず、観光客からの人気は寿司に集中していたことから、有志によるまちおこし活動を精力的に開始した。同団体の目的はあんかけ焼そばの販売や普及ではなく、この料理を通じて小樽をPRすることにあり、小樽市および近隣の観光名所、祭、特産品などといった知られざる魅力を、あんかけ焼そばを通じてPRする活動を行なっている。前述の「小樽あんかけ焼そばPR委員会」は2013年に発展的解散となり、「小樽あんかけ焼そば親衛隊」と合併一本化されており、その後の親衛隊は市内各店の焼そばとは無関係の市民団体として活動を続けている。また、小樽商大の学校祭「緑丘祭」では、江頭ゼミが「江頭亭」の名であんかけ焼そばを出店している。市内の中華食堂「龍鳳」に調理の指導を得ており、時には龍鳳の店長自らが江頭亭で鍋を振るい、来客たちにも好評を得ている。
2011年の東北地方太平洋沖地震の発生後は両団体により、市内各店舗での募金、福島県などから小樽市内への避難家族への見舞金や物資の提供、あんかけ焼そば注文時の料金の割引、福島第一原子力発電所事故の風評被害防止のため福島産野菜を用いたあんかけ焼そばの販売など、東日本大震災被災者への支援活動も行なわれている。
また個人レベルの市民運動としては両団体に先駆けて2010年（平成22年）9月、小樽在住の会社員が個人ブログであんかけ焼そばの店舗情報の発信を開始。女性アイドルグループのAKB48ならぬ「AKY48」と題し、市内48店の紹介を目指す活動を行なっている。同2010年の北海道新聞の記事において、「小樽市内にはあんかけ焼そばの店が多い」と報じられた記事に着目して、開始されたものである。翌2011年6月にはそれら店舗の人気投票として、AKB総選挙ならぬ「AKY総選挙」が開催され、小樽市内で話題となった。個人活動ではあるが、「小樽あんかけ焼そば親衛隊」の公式ウェブサイト上でも「草分け的ポータルサイト」として紹介されている。

### B-1グランプリ
2013年には、「小樽あんかけ焼そば親衛隊」のまちおこしに主眼を置く活動、および飲食店ではなく市民有志である点が評価され、ご当地グルメの祭典である「B-1グランプリ」を運営する一般社団法人「B級ご当地グルメでまちおこし団体連絡協議会」の準会員となった。同年のB-1グランプリ北海道・東北地区大会では150分待ちの行列ができるほどの大盛況を博し、あんかけ焼そばの知名度を一気に引き上げた。
翌2014年（平成26年）にはB-1グランプリの正会員に昇格して、同年10月に福島県郡山市で開催された第9回B-1グランプリ全国大会に初出場を果たし、9位に選ばれた。このB-1グランプリ出場などにより、小樽あんかけ焼そばの認知度が全国的に高まることになった。
2015年（平成27年）には、JR秋葉原駅高架下の商業施設「B-1グランプリ食堂AKI-OKA CARAVANE」に、他の7種類のご当地メニューと共に新メニューとして追加された（翌2016年〈平成28年〉に閉店）。2019年（令和元年）のB-1グランプリ明石大会では、4位を記録した。

## 書籍

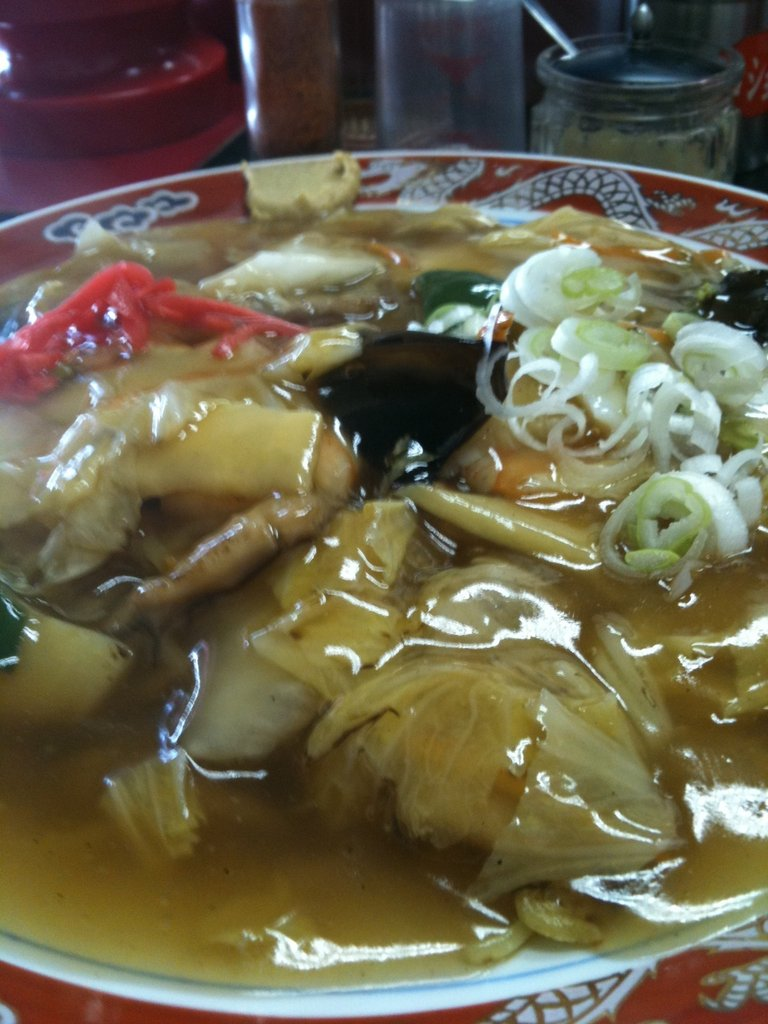
小樽市新光「福来軒」のあんかけ焼そば。『小樽あんかけ焼そば事典』掲載店舗の1つ。

2013年、前述の「小樽あんかけ焼そば親衛隊」会長・江頭進の発案のもと、小樽商大の学生有志により、あんかけ焼そばを提供する市内64店の情報を満載した『小樽あんかけ焼そば事典』が作成され、同年9月から小樽や札幌市の書店で販売された。江頭によれば、2011年に小樽商大による『おたるラーメン事典』が発行された際、函館や旭川に対して「小樽ラーメン」と呼べるラーメンが存在しないのは、小樽市民は小樽のラーメン店でラーメンではなくあんかけ焼そばを食べることが多いと判明、折しも「小樽あんかけ焼そばPR委員会」の発足により市民運動が活性化し始めたこともあり、調査の末に、あんかけ焼そばが小樽の歴史と密接な関係にあると考えられたことで、発行に至った。この刊行には、小樽のご当地グルメであるあんかけ焼そばの調査により、小樽の経済の変化などを読み解くことや、小樽で活動してきた人々の記録を次世代に伝えることなどの、江頭の狙いもあった。
販売開始後から2週間で初版2千部が底を突き、急遽4千部が増刷された。江頭によれば、学生製作による地域紹介の書籍は日本全国にあるが、売れ行きが千部を超える例は稀で、画期的な売れ行きだという。小樽市内の書店からは、事典の売れ行きは2か月で286冊、村上春樹の新作が半年で344冊なので、本書の売れ行きは大変なペースだとの声も上がっている。
本書に掲載された店舗の一つである小樽市稲穂の中華料理店「東香楼（とうこうろう）」では、発売から2か月間で本書を手にした客が5組来店しており、あんかけ焼そばの注文が約1割増えるなど、本書の売上があんかけ焼そばを提供する各店の売上増加にも結び付いている。
本書は4年から5年ごとに1冊の刊行を目標としており、2017年には小樽市内の新規創業および廃業の店舗の状態を反映させた『小樽あんかけ焼きそば事典』が、さらに2022年にも、小樽市内の店舗の変化と、再調査と取材内容を反映させた『小樽あんかけ焼きそば事典2022』が刊行された。2021年に小樽商大が北海道上川町と包括連携協定を結んだことで、『小樽あんかけ焼きそば事典2022』には、上川町のラーメン店6店舗も掲載されている。

## 市販品
サークルKサンクスでは2011年11月から12月までの期間限定で、「小樽あんかけ焼そばPR委員会」公認のあんかけ焼そばを全道190店で発売した。料理酒には、小樽市内の老舗の酒造メーカーである田中酒造のものが使用されている。「B-1グランプリ」初出場を果たした2014年には「小樽あんかけ焼そば親衛隊」監修のもとに同年6月から発売され、好評に応えて2014年10月から再発売された。
ローソンでは『小樽あんかけ焼そば事典』の人気が契機となり、北海道内全600店舗で2014年2月から「小樽あんかけ焼そば」が発売された。ローソンの焼そば類の新商品売上は、発売当月は1万個以上の売上を見せ、翌月には激減してほとんどの商品が姿を消すといわれるものの、「小樽あんかけ焼そば」は発売当月に5万2千個、翌月も2万6千個を販売する爆発的な売上であり、焼そば類では道内ローソン史上で最多の売上を記録した。焼そば類のこの2か月間の売上は、道内のローソン全体で前年同期比約80パーセント増、麺類全体でも同2パーセント増で、全国のローソンで北海道地区だけが唯一のプラスとなった。このためローソンでは、当初同年3月末までであった販売期間が無期限延長に変更されている。
前述「B-1グランプリ」出場後は、西日本を中心に日本全国から土産品や生麺商品を望む声が寄せられたことで、同2014年から生麺入り商品「小樽あんかけ焼そば」が発売され、小樽市内やJR北海道札幌駅の土産物店で販売が開始されている。

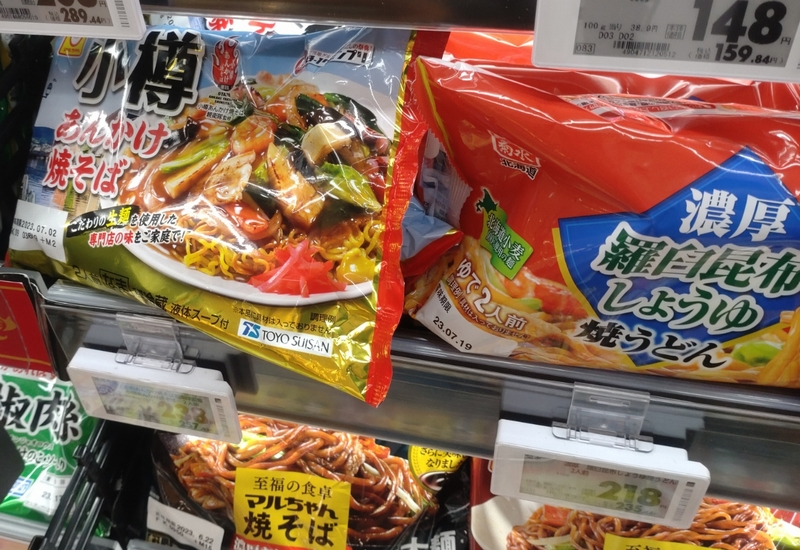
東洋水産「マルちゃん 小樽あんかけ焼そば親衛隊監修 小樽あんかけ焼そば」（左上）

2016年には、「小樽あんかけ焼そば親衛隊」の監修のもと、小樽市内の製麺会社・阿部製麺より、あんかけ焼きそばの味を再現できるオリジナルソースの販売が開始された。2020年8月には、小樽市内に北海道工場がある東洋水産より、「フライパン一つで本格ご当地の味」をコンセプトとしたチルド麺「マルちゃん 小樽あんかけ焼そば親衛隊監修 小樽あんかけ焼そば」が、北海道限定で発売された。東洋水産の担当者、地域振興の一助が目的と語っている。
翌9月には同じく東洋水産より、同社のカップ焼きそば「やきそば弁当」のシリーズの一品として「マルちゃん やきそば弁当 小樽あんかけ風」が、北海道限定で発売された。